# Gerdy Troost
Gerhardine Troost, nata Andresen, detta Gerdy (Stoccarda, 3 marzo 1904 – Bad Reichenhall, 30 gennaio 2003), è stata un'architetta e decoratrice tedesca, moglie del collega Paul Ludwig Troost.

## Biografia
Figlia dell'architetto Johannes Andresen, dopo aver completato gli studi, lavorò nello studio paterno, dove incontrò Paul Ludwig Troost nel 1923. Nel 1924, la coppia si trasferì a Monaco di Baviera e lì si sposò nel 1925. Nel 1930 tramite suo marito conobbe Adolf Hitler e divenne quindi membro del partito nazista nel 1932.
Dopo la morte del marito nel 1934 gestì lo studio di architettura e design insieme al di lui ex socio Leonhard Gall. Ha supervisionato la costruzione della Haus der Kunst, la ristrutturazione della Königsplatz e la costruzione degli Ehrentempel.
Fu inoltre responsabile della ristrutturazione interna delle residenze ufficiali e private di Hitler durante il Terzo Reich, tra le quali la vecchia Cancelleria di Bismarck a Berlino, il Berghof sull'Obersalzberg, e l'appartamento a Monaco del dittatore.
Nel 1937 fece parte della giuria della prima Grande mostra d'arte tedesca, ma si dimise quando Hitler rifiutò le sue selezioni. Fu sostituita da Heinrich Hoffmann, che fece selezioni più gradite al Führer. Rimase consulente di architettura e design della cerchia del dittatore fino alla fine della guerra. Nel 1943 ricevette da lui una donazione di 100.000 Reichsmark. Fu una delle poche persone che dissentì attivamente con Hitler, senza timore di essere licenziata o arrestata: egli spesso accettava le opinioni e i consigli da lei espressi riguardo arte e architettura.

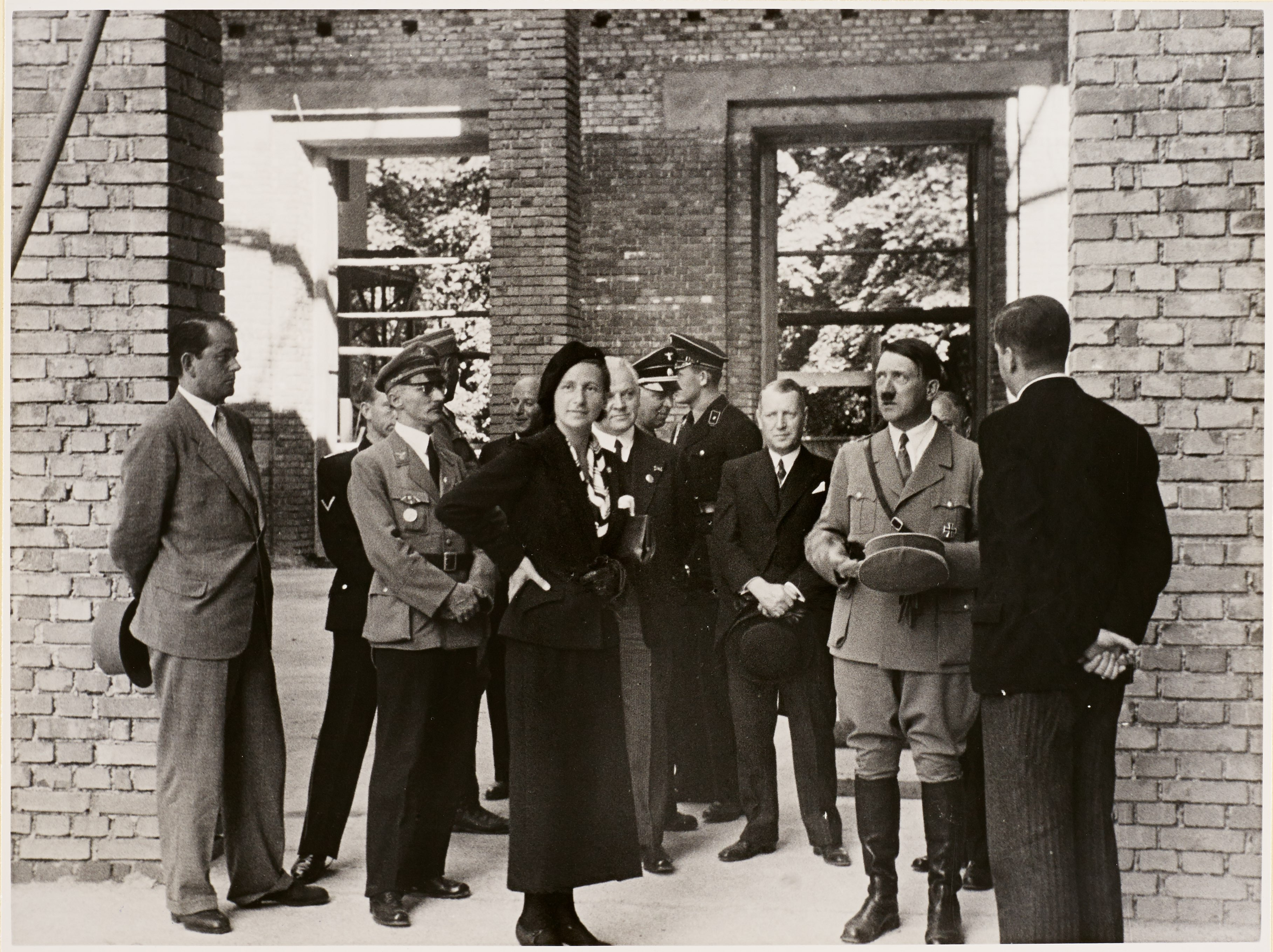
1935: cerimonia di posa della bandiera sul tetto durante i lavori della Haus der Kunst. Riconoscibili tra gli altri il suo collega Albert Speer, all'estrema sinistra, e Hitler

Nel 1946 fu inclusa nella Red Flag Names List dell'Art Looting Investigation Unit per la sua attività durante le spoliazioni naziste.
Durante la denazificazione è stata classificata quale "meno responsabile" (Minderbelastete) dal tribunale e condannata a una multa di 500 DM e a un Berufsverbot di dieci anni. Alla fine di tale periodo riprese a lavorare e risiedette a Schützing, una cittadina sul Chiemsee nell'Alta Baviera. Rimase amica e confidente di Winifred Wagner.
Morì a Bad Reichenhall all'età di 98 anni il 30 gennaio 2003.

## Nella letteratura
È uno dei personaggi del thriller Prussian Blue (2017) di Philip Kerr, rappresentata quale confidente sia di Hitler che del detective berlinese Bernie Gunther mentre questi cerca di rintracciare l'autore di una serie di omicidi nella zona di Berghof.